# Selmice
Selmice (en allemand : Selmitz) est une commune du district et de la région de Pardubice, en République tchèque. Sa population s'élevait à 136 habitants en 2024.

## Géographie
Selmice se trouve sur la rive droite de l'Elbe, à 9 km à l'ouest de Přelouč, à 25 km à l'ouest de Pardubice, à 33 km au sud-ouest de Hradec Králové et à 72 km à l'est de Prague.
La commune est limitée par Hlavečník au nord-ouest, par Kladruby nad Labem au nord-est et à l'est, par Trnávka et Chvaletice au sud et par Labské Chrčice à l'ouest.

## Histoire
La première mention écrite du village date de 1142.

## Galerie

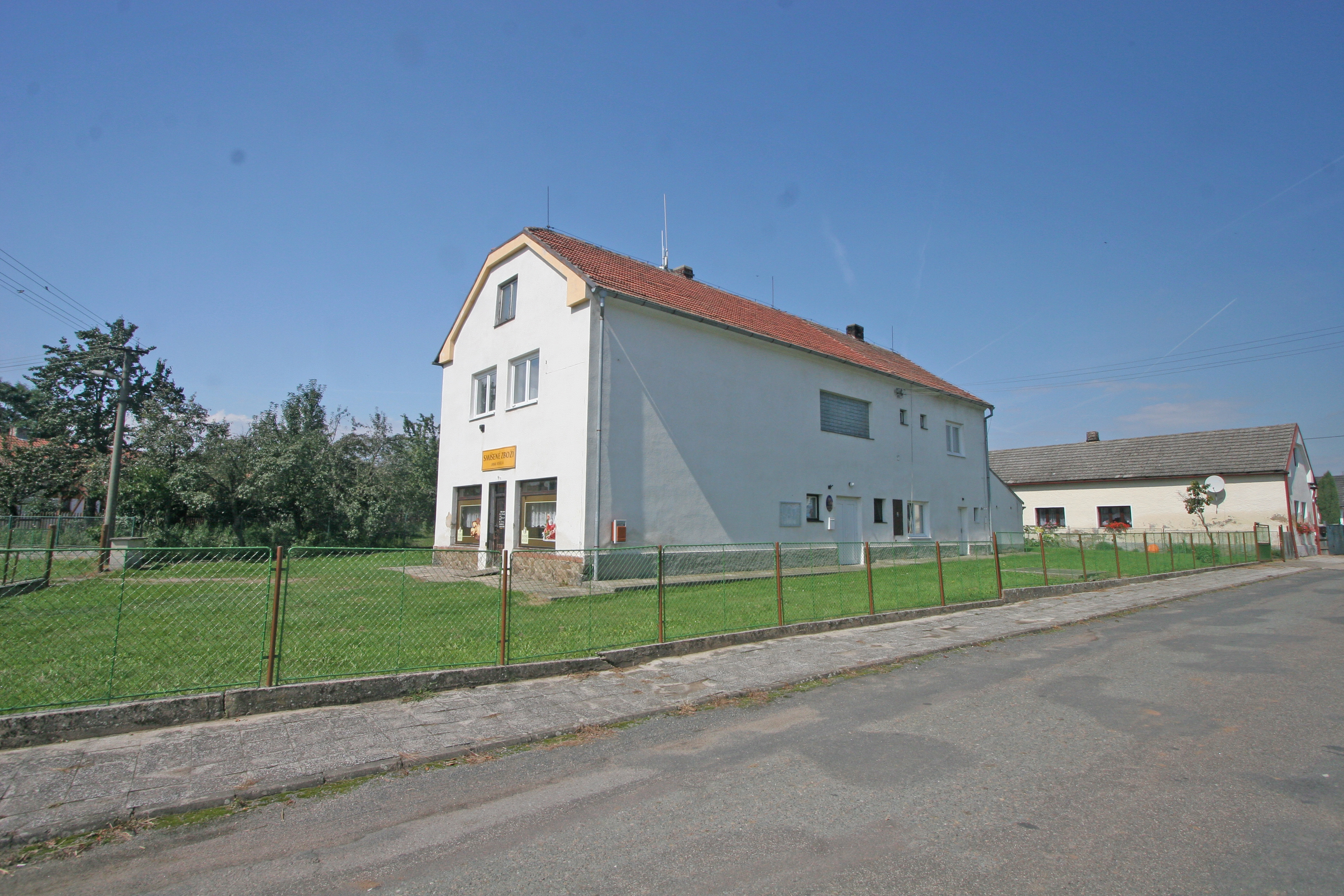
Selmice : la mairie.
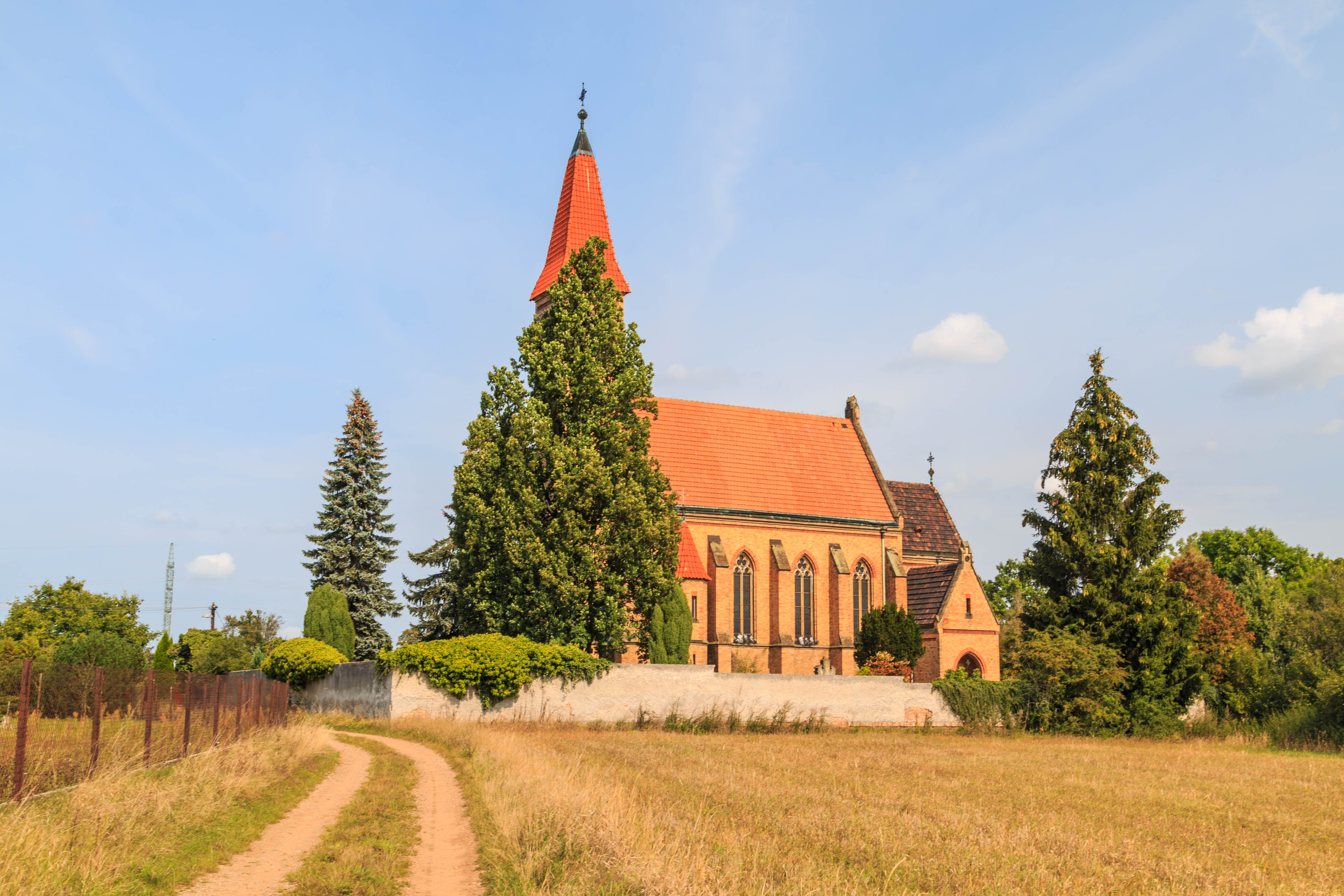
L'église Saint-Laurent.

## Transports
Par la route, Selmice se trouve à 13 km de Přelouč, à 29 km de Pardubice et à 86 km de Prague. 